# Thomas Gainsborough

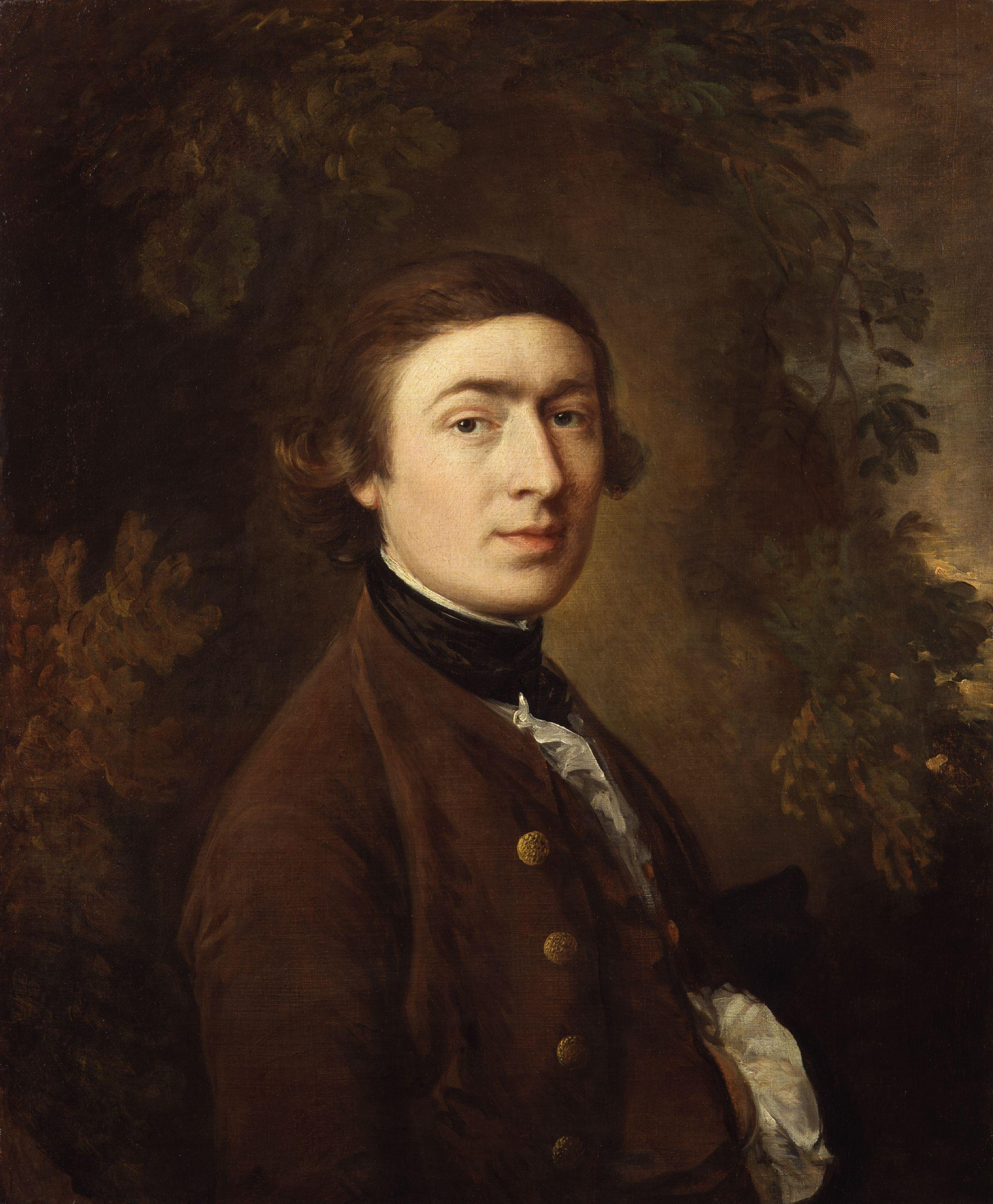
Zelfportret, ca. 1758, National Portrait Gallery, Londen

Thomas Gainsborough (Sudbury (Suffolk), 14 mei 1727 – Londen, 2 augustus 1788) was een Engelse kunstenaar die voornamelijk bekend is geworden door zijn portretten en landschappen. Met Sir Joshua Reynolds behoorde Gainsborough tot de belangrijkste en succesvolste kunstenaars van de achttiende eeuw. Na zijn vestiging in Londen werd hij een welgesteld man door het schilderen van portretten, zoals die van koning George III en koningin Charlotte uit 1780.

## Biografie

### Jeugd en opleiding
Gainsborough werd in de lente van 1727 geboren en gedoopt op 14 mei. Hij was de jongste van tien kinderen. Mary Burrough was de naam van zijn moeder. Veel leden van zijn familie waren Methodisten. Deze sekte keurde luxe en een dure levensstijl af en was een religie van gevoel en 'natuurlijk' sentiment. Het was geen opstandige religie, maar 'verdragen' stond er voorop.
Rond 1740 verhuisde Thomas Gainsborough van Suffolk naar Londen voor zijn kunststudie. Het bedrijf van zijn vader John had het in de jaren dertig niet gehaald en er was geen familiebedrijf meer waar de jonge Thomas aan deel kon nemen. Daarom werd hij er op uit gestuurd om graveur te worden. Hij verbleef tot 1746 in deze stad. Gainsborough werd beïnvloed door Hollandse en Vlaamse meesters en de Franse graficus Hubert Gravelot, bij wie hij in de leer ging. Gravelot was leerling geweest van de Rococo schilder Francois Boucher (1703-1770) en had aan de Académie royale de peinture et de sculpture in Parijs gestudeerd. Gravelot gaf les aan de (avond)academie in St. Martin's Lane, waar William Hogarth aan het hoofd stond.
Gainsboroughs eerste dateerbare schilderij is van een hond in een landschap uit 1745. In 1744 had hij zijn eigen atelier. Twee jaar later verbleef hij op 67 Hatton Gardens en trouwde hij in juli de Schotse Margaret Burr, de buitenechtelijke dochter van een edelman, naar het schijnt Henry, de derde hertog van Beaufort. Deze gaf haar jaarlijks 200 pond, haar hele leven lang. In 1749 keerden de Gainsboroughs terug naar Sudbury. Het was hem niet gelukt een clientèle in Londen op te bouwen. Hun eerste dochter stierf en werd begraven op 1 maart 1748. Hun dochter Mary werd in februari 1750 geboren.

### Sudbury

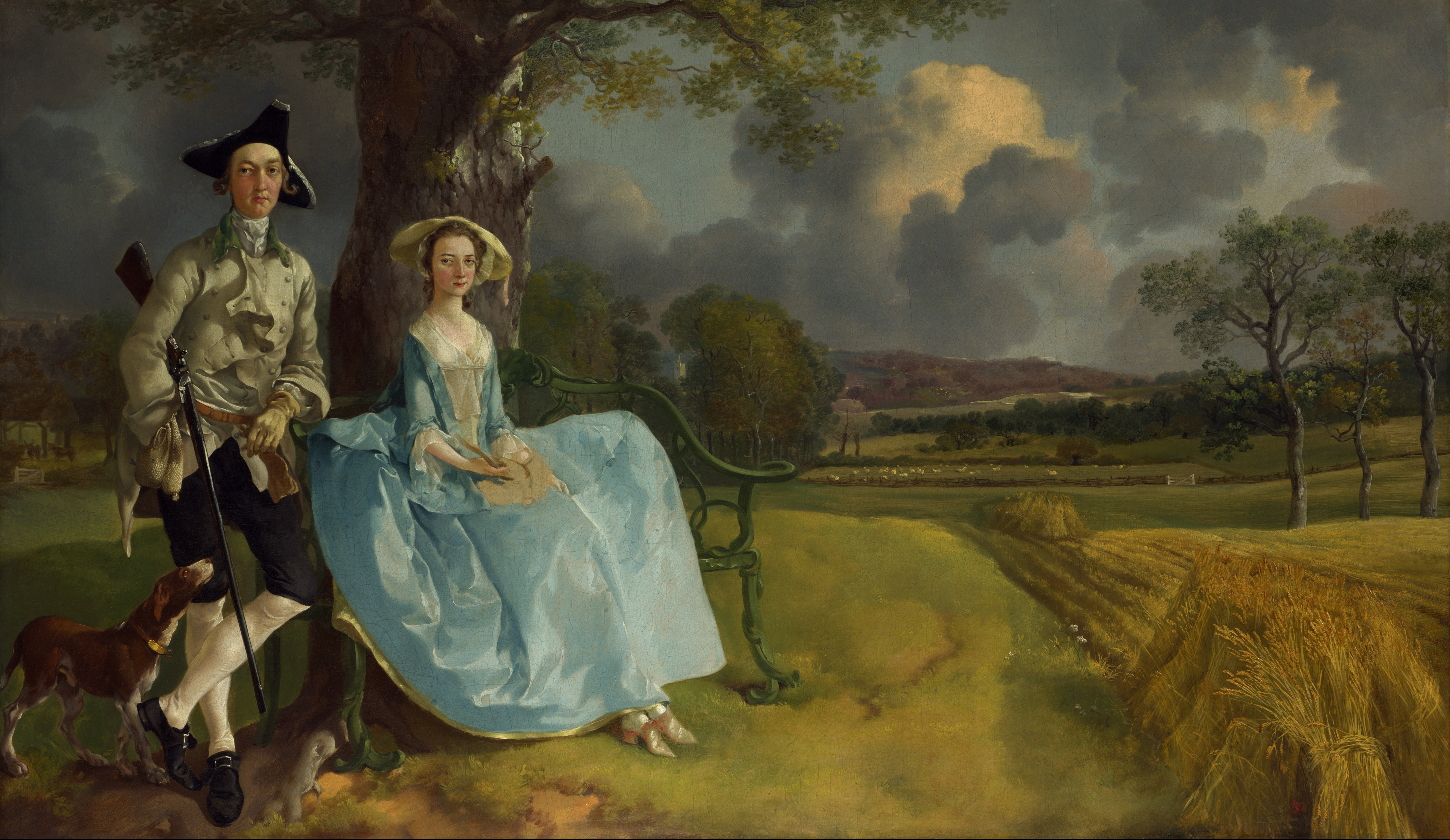
Mr and Mrs Andrews, ca. 1750, National Gallery of Art, Londen

Toen hij elf jaar later zich in Bath vestigde was zijn ster rijzende en had hij zich gericht op roem en fortuin. Tot 1752 bleef hij in Sudbury. Zijn vader stierf in oktober 1748. Zijn moeder leefde tot 1755. Hij schijnt haar portret niet te hebben geschilderd. Zijn dochter Margaret werd in 1752 geboren. Gainsborough zou zijn dochters gedurende vijftien jaar vaak schilderen. In Sudbury schilderde hij Cornard Wood (1748) in de stijl van de Nederlandse landschapschilder Jacob van Ruisdael (1628/29-1682). Hij werkte ook in het genre dat conversatie (een klein groepsportret, vaak in de vrije natuur) werd genoemd, en Mr and Mrs Andrews (ca. 1750) behoort tot zijn meesterwerken uit de Sudbury-periode.

### Ipswich
Eind 1752 verhuisde Gainsborough naar Ipswich, waar hij een huis huurde in het centrum van de stad. Hij zou er zeven jaar blijven, tot hij naar Bath verhuisde. Er was een plaatselijk garnizoen gelegerd bij Landguard Fort. In Ipswich kreeg Gainsborough voor het eerst opdrachten van de aristocratie. Hij werd daarbij geholpen door de stadsklerk Samuel Kilderbee, van wie hij een portret schilderde. In de late vijftiger jaren van de 18e eeuw kreeg hij ook een of twee opdrachten voor portretten in volle lengte, met name van zijn vriend William Wollaston. In deze tijd komt zijn passie voor muziek op. Zijn belangstelling ging een belangrijk onderdeel van zijn sociale leven uitmaken. Hij raakte bevriend met de plaatselijke componist Joseph Gibbs en werd lid van de Ipswich Music Club. Veel van zijn klanten waren amateur musici. De belangrijkste in die tijd was Philip Thicknesse, de gouverneur van Landguard Fort. Thicknesse zou Gainsboroughs eerste biograaf worden. Een andere belangrijke persoon voor Gainsborough was Joshua Kirby (1716-1774), een schilder van huizen en koetsen. Kirby gaf in 1754 een boek uit over perspectief. Hij had belangrijke contacten in Londen en zou later een leraar worden van de toekomstige George III. Mogelijk heeft hij Gainsborough later geholpen aan koninklijke patronage. In de herfst van 1759 verhuisde het gezin naar het modieuze Bath.

### Bath

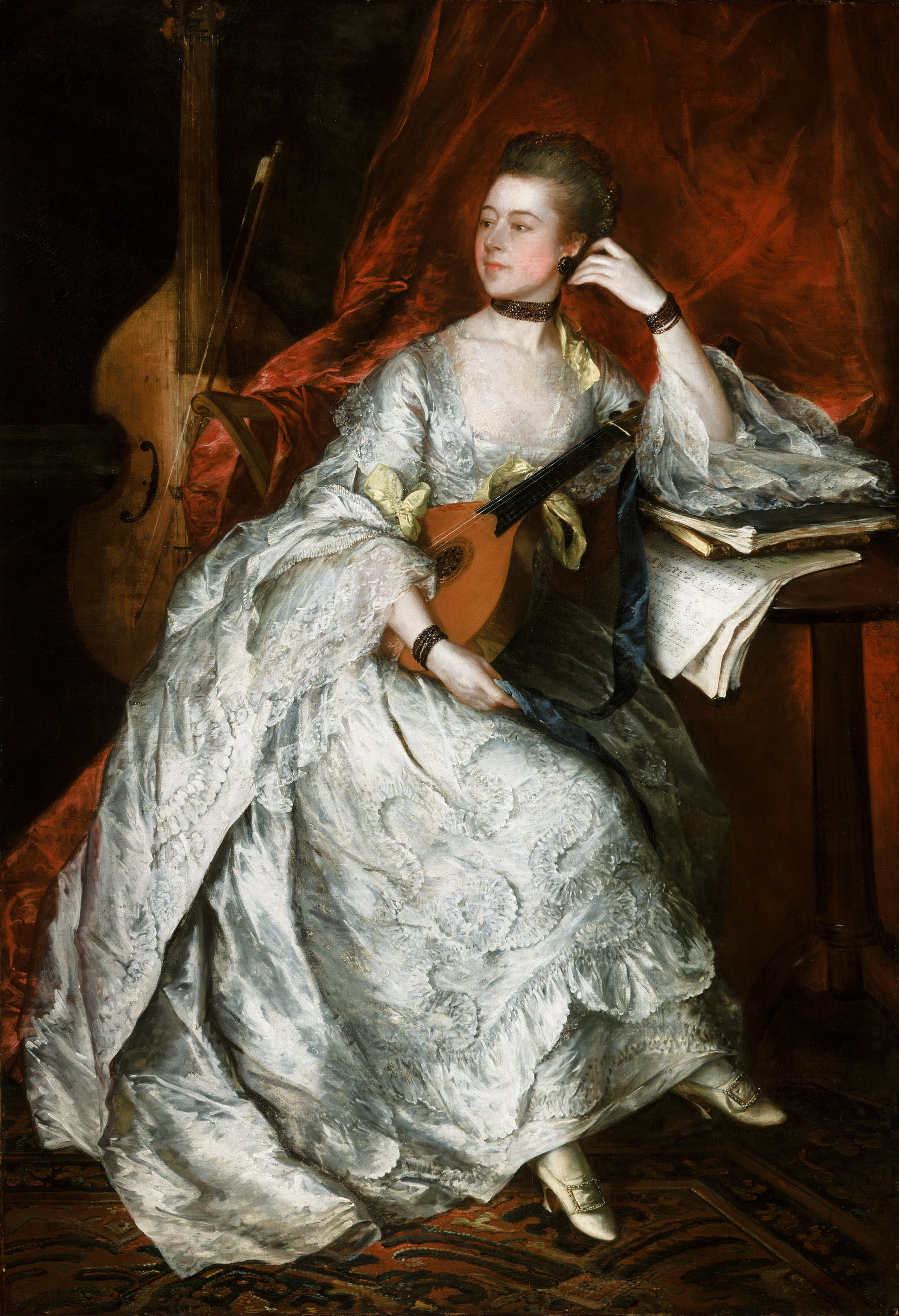
Anne Ford (Mrs Philip Thickness), 1760, Cincinnati Art Museum

In Bath veranderde Gainsborough van een provinciale schilder in een trendsetter. Toen hij de stad in 1774 verliet voor Londen had hij beroepsmatig de top bereikt. Alleen Sir Joshua Reynolds kon nog aan hem tippen in termen van materieel succes als society portretschilder. Bath gaf hem de mogelijkheden om deze hoogten te bereiken. Hij maakte een portret van ceremoniemeester kapitein William Wade. In 1760 schilderde hij Ann Ford (later Mrs Philip Thicknesse), een amateur musicus, ten voeten uit, met gekruiste benen onder de jurk, wat in die tijd onvrouwelijk werd gevonden. Ook schilderde hij Lady Alston (1761-62) en Countess Howe (ca. 1763-64). In 1766 verhuisde Gainsborough van een huis bij Bath Abbey naar John Woods 'Stonehenge', No. 17 Royal Circus. Zijn zuster Mary Gibbon, die in 1762 uit Colchester was overgekomen, verhuisde naar No. 15. Gainsboroughs bedrijf bloeide als nooit tevoren. Vanaf 1772 werd zijn neef Gainsborough Dupont zijn assistent. Hij schilderde de muzikale Mary en Elizabeth als The Linley Sisters (1772) toen ze respectievelijk 14 en 18 jaar oud waren. Later in 1785-86 zou hij Elizabeth schilderen als echtgenote van Richard Brinsley Sheridan. Hij schilderde de viola da gamba speler en componist Karl Friedrich Abel (1777) en componist en uitvoerend musicus Johann Christian Bach (ca. 1776). Gainsborough deed regelmatig mee aan de jaarlijkse tentoonstelling van de Royal Academy In Londen. Hij bleef ook landschappen maken, zoals The Watering Place (1777). Op dit vlak zag hij de schilder Richard Wilson als zijn voornaamste rivaal. Later zou hij zich ook aan zeegezichten wagen.

### Londen

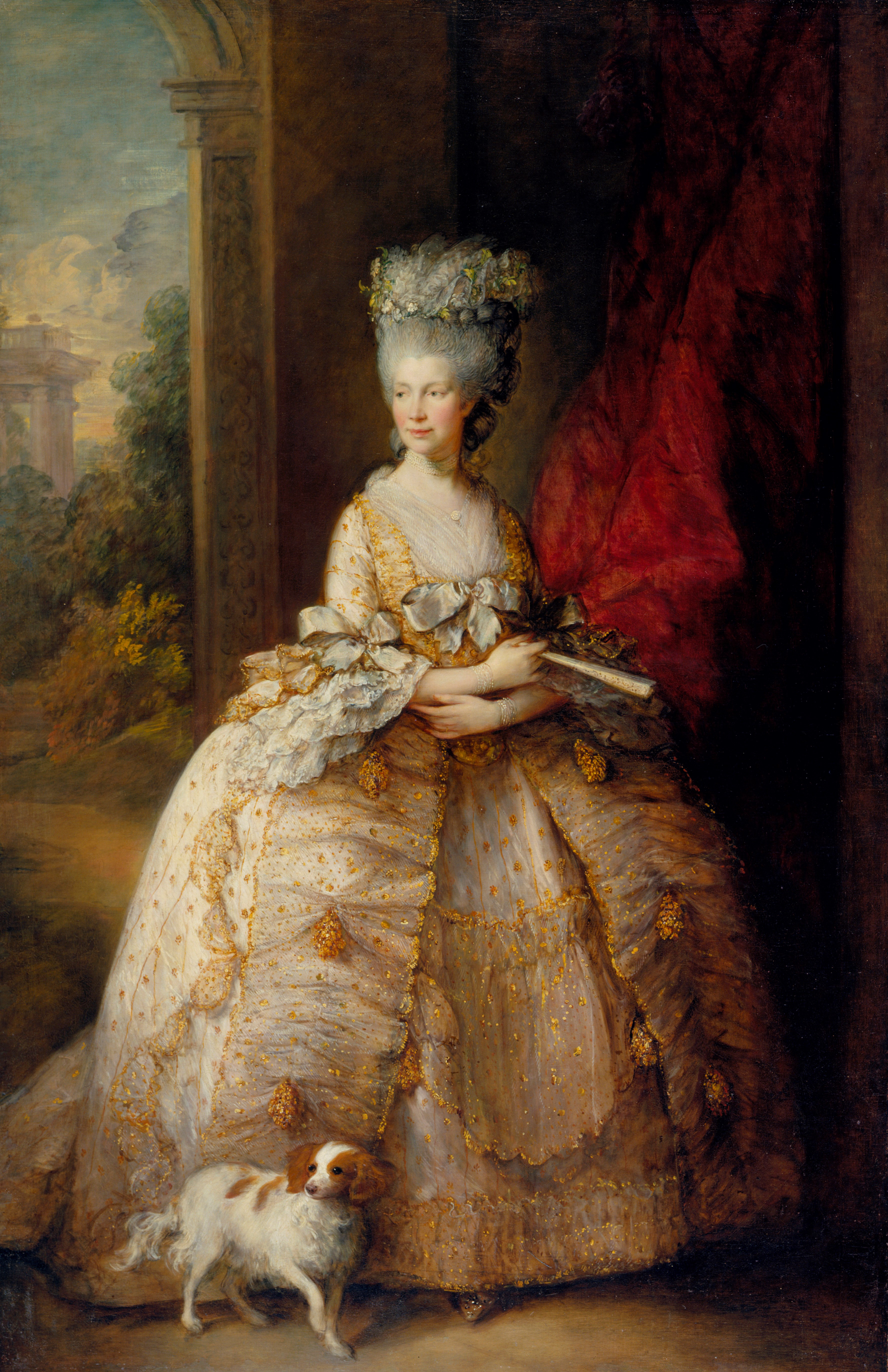
Koningin Charlotte, 1781

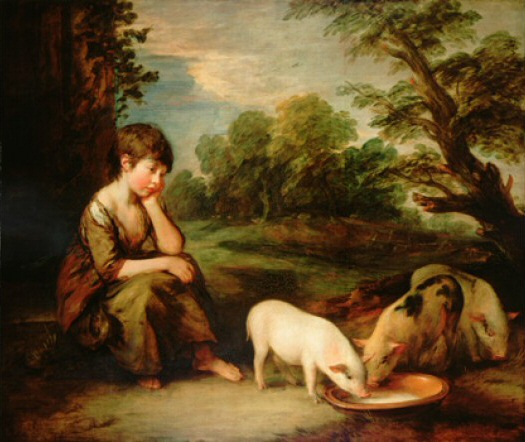
Girl with Pigs, 1781-82, volgens Joshua Reynolds: "The best picture he ever painted"

In de zomer van 1774 verhuisde Gainsborough van Bath naar Londen, waar hij de westelijke vleugel huurde van Schomberg House in Pall Mall, een uitstekende locatie om toegang te krijgen tot de high society. James Christie, de beroemde veilingmeester, woonde in de oostvleugel en de mannen konden goed met elkaar overweg. Gainsborough zag bij hem veel schilderijen van oude meesters. Een portret in volle lengte werd in 1775-77 van The Honourable Mrs. Thomas Graham gemaakt. Hij schilderde in 1777 hertog Henry en hertogin Anne van Cumberland (broer en schoonzuster van de koning), waarna de koninklijke familie zich over hem ontfermde. Het portret van koning George III werd in 1780 geschilderd en dat van koningin Charlotte rond hetzelfde jaar. In 1783 schilderde hij vijftien portretten van koning George III en zijn familie en stelde ze tentoon in de Academy. In de jaren tachtig van de 18e eeuw was de roem van Gainsborough op zijn hoogtepunt, maar hij werd geen hofschilder van de koning, toen de plaats in 1784 vrijkwam. Reynolds, president van de Royal Academy werd de hofschilder. Mrs Siddons, de gevierde tragédienne, werd geschilderd in 1783-85. The Marked Cart was van 1786 en het schilderij zou een voorloper worden van The Haywain van de landschapschilder John Constable. Onder invloed van de Spaanse schilder Bartolomé Murillo (1618-1682) waren ook fancy pictures in trek, met arme kinderen in een natuurlijke omgeving. Reynolds was zo onder de indruk van Girl with Pigs (1782), dat hij het schilderij van Gainsborough kocht. Two Shepherd Boys with Dogs Fighting (1783) is een heftiger voorbeeld van hetzelfde genre.

### Overlijden
In 1785 werd Gainsborough zich voor het eerst bewust van een gezwel in zijn nek. Drie jaar later werd de plek pijnlijk. Hij stierf 2 augustus 1788 aan kanker. Thomas Gainsborough overleed in zijn huis in Londen en werd begraven in Kew naast zijn vriend Joshua Kirby. Hij had The Woodman in 1787 geschilderd. In 1785 was hij nog aan een mythisch thema begonnen: Diana and Actaeon, maar het was onvoltooid gebleven.

## Stijl
Later ontwikkelde Gainsborough een intiemere stijl onder invloed van Anthony van Dyck en Peter Paul Rubens. De kleuren werden warmer en de composities ingewikkelder. Meestal maakte Thomas Gainsborough portretten van grote afmetingen, waarop de geportretteerden ten voeten uit waren afgebeeld.
Thomas Gainsborough was een van de oprichters van de Royal Academy of Arts. Hij werkte veel in opdracht, maar bleef daarnaast ook landschappen en tekeningen maken. "Blue Boy" uit 1770 is een van de bekendste schilderijen van Gainsborough.
De kunststromingen die duidelijk te herkennen zijn in zijn schilderkunst zijn de romantiek en het classicisme.

## Galerij

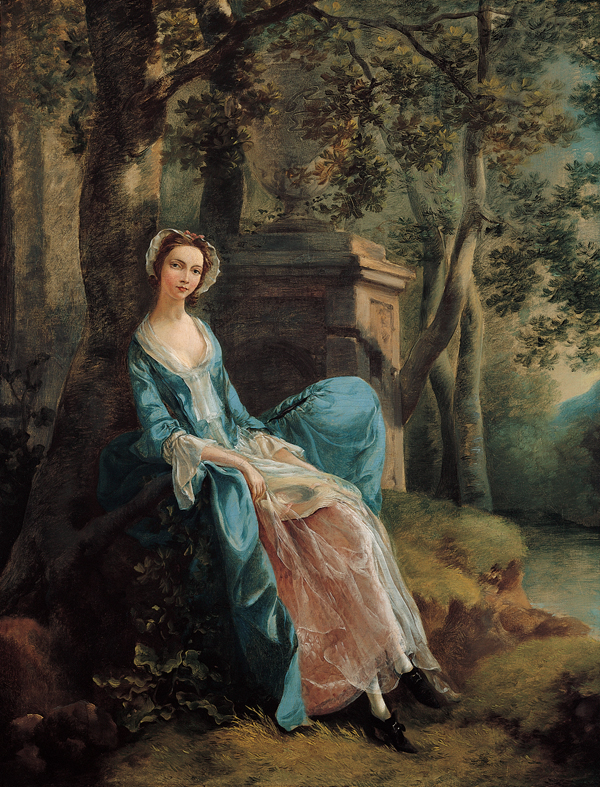
Portrait of a Woman (mogelijk van de Lloyd Familie), ca. 1750
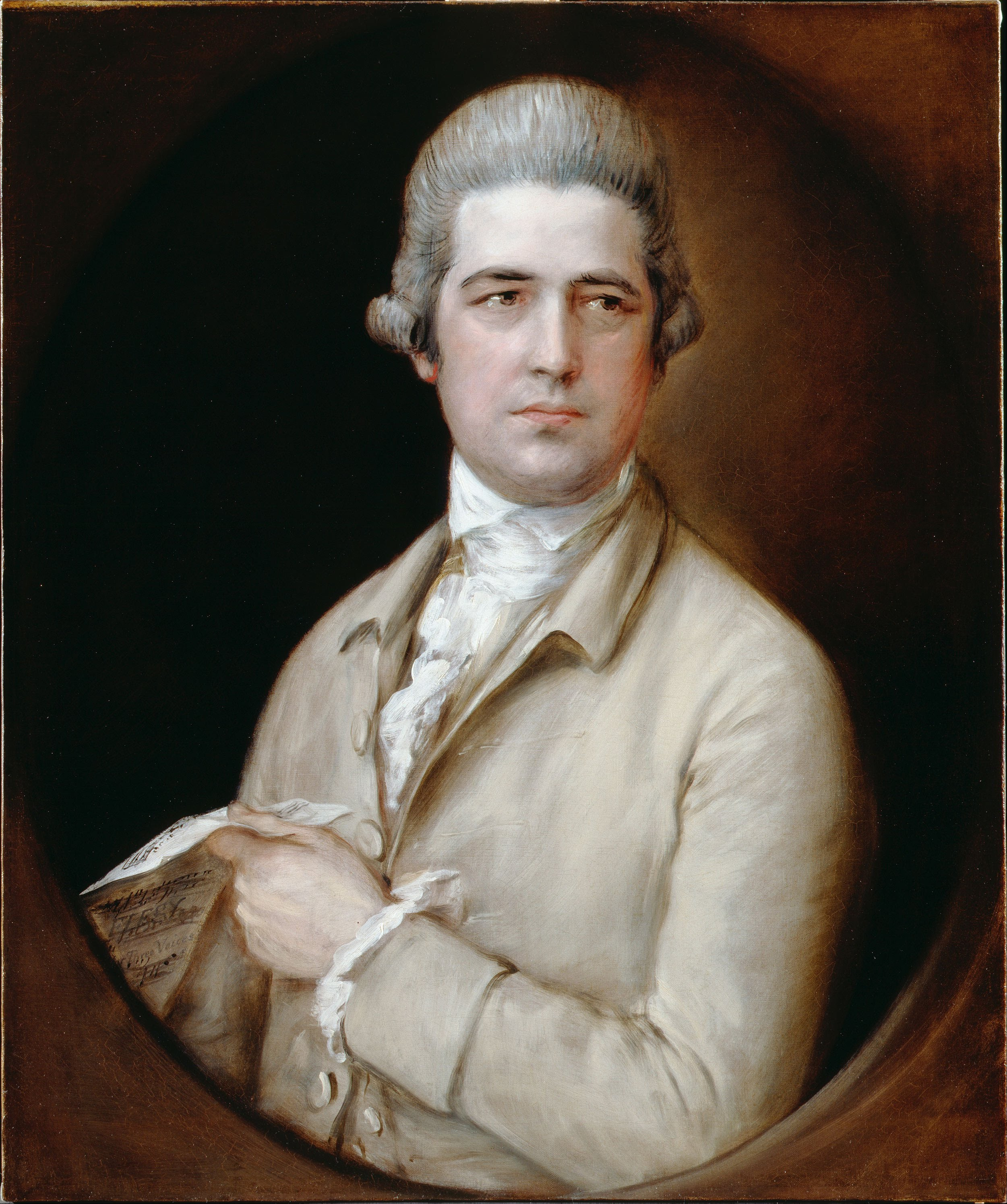
Thomas Linley the elder, eind 1760
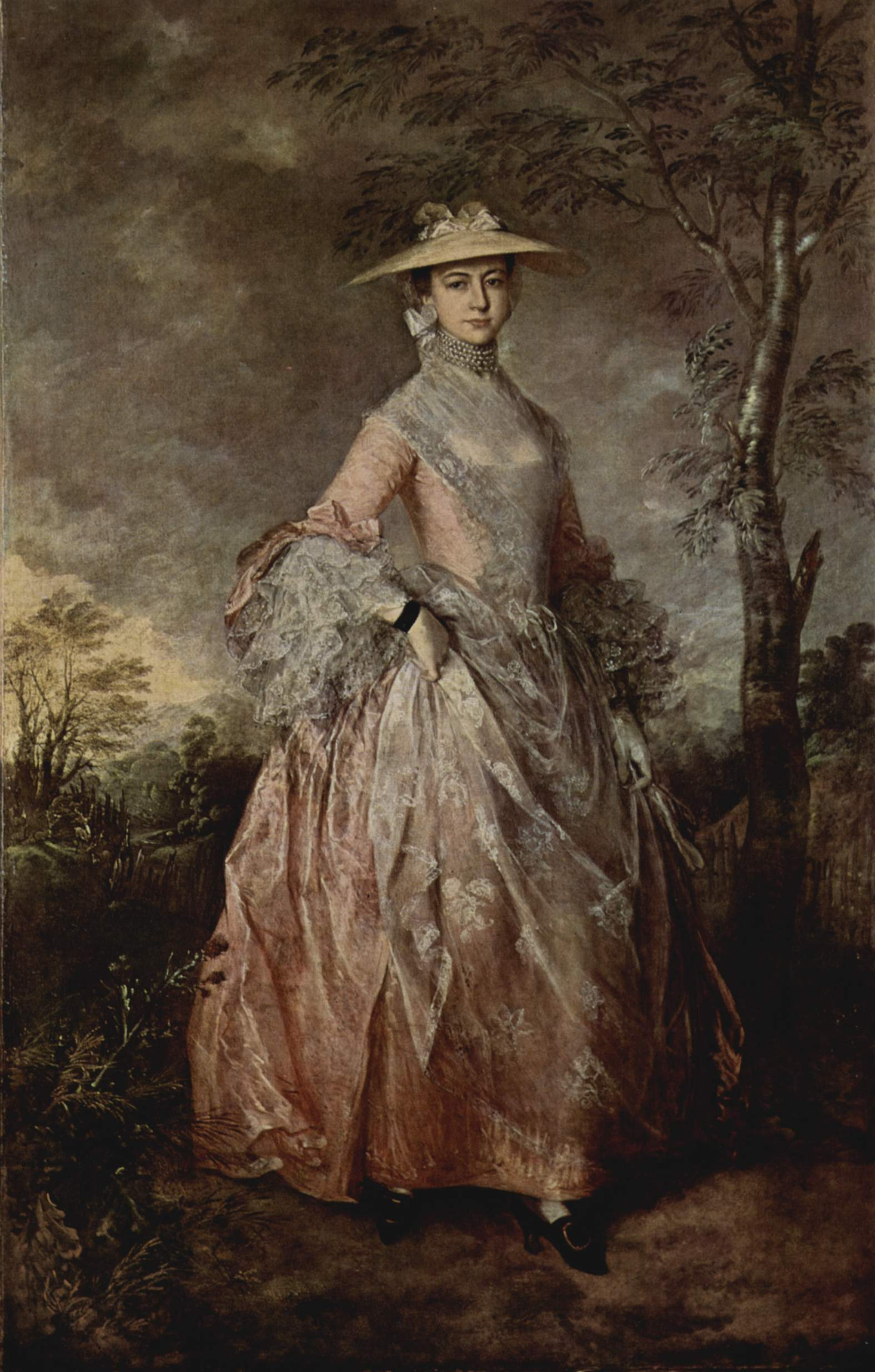
Mary Countess Howe, 1764, Kenwood House
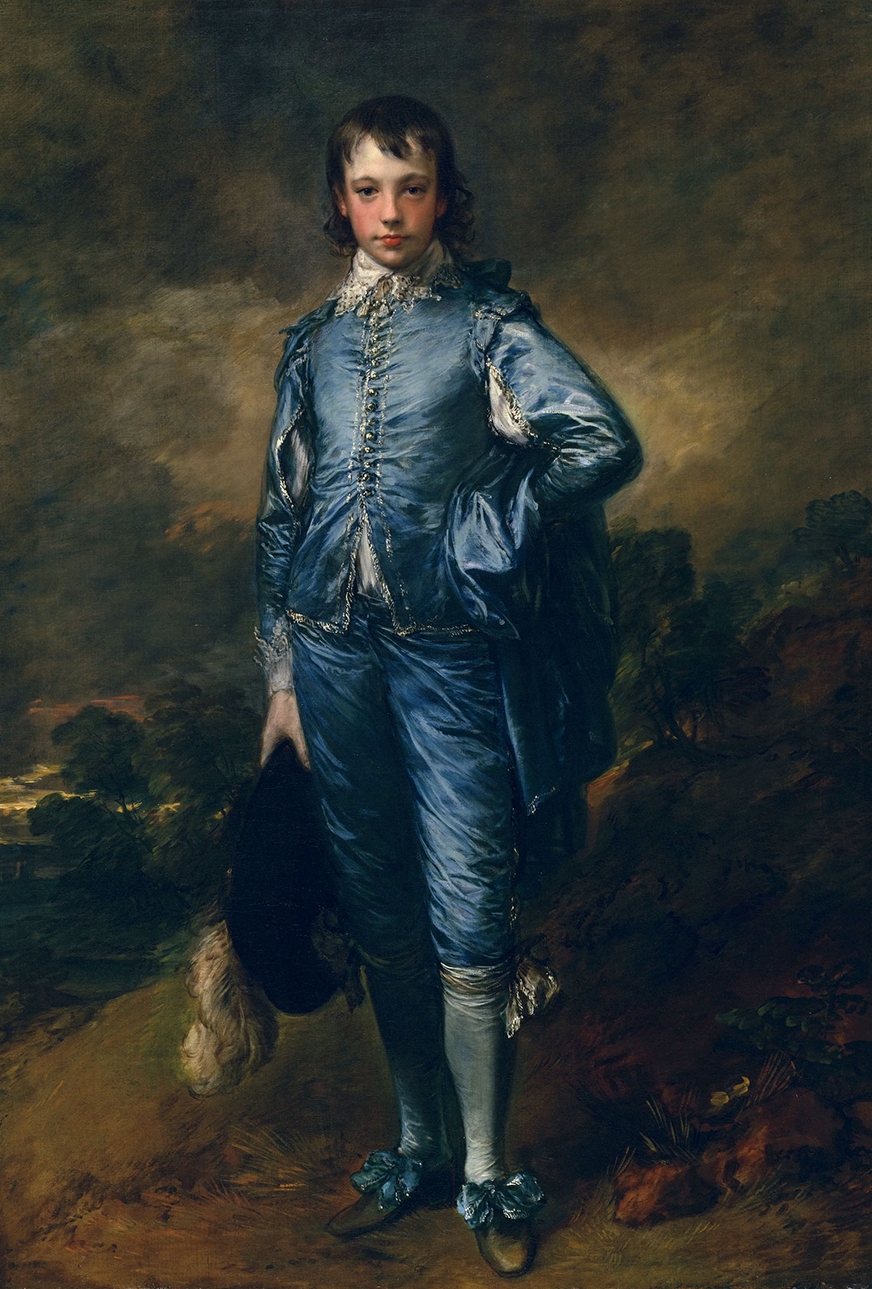
The Blue Boy, ca. 1770, Huntington Library
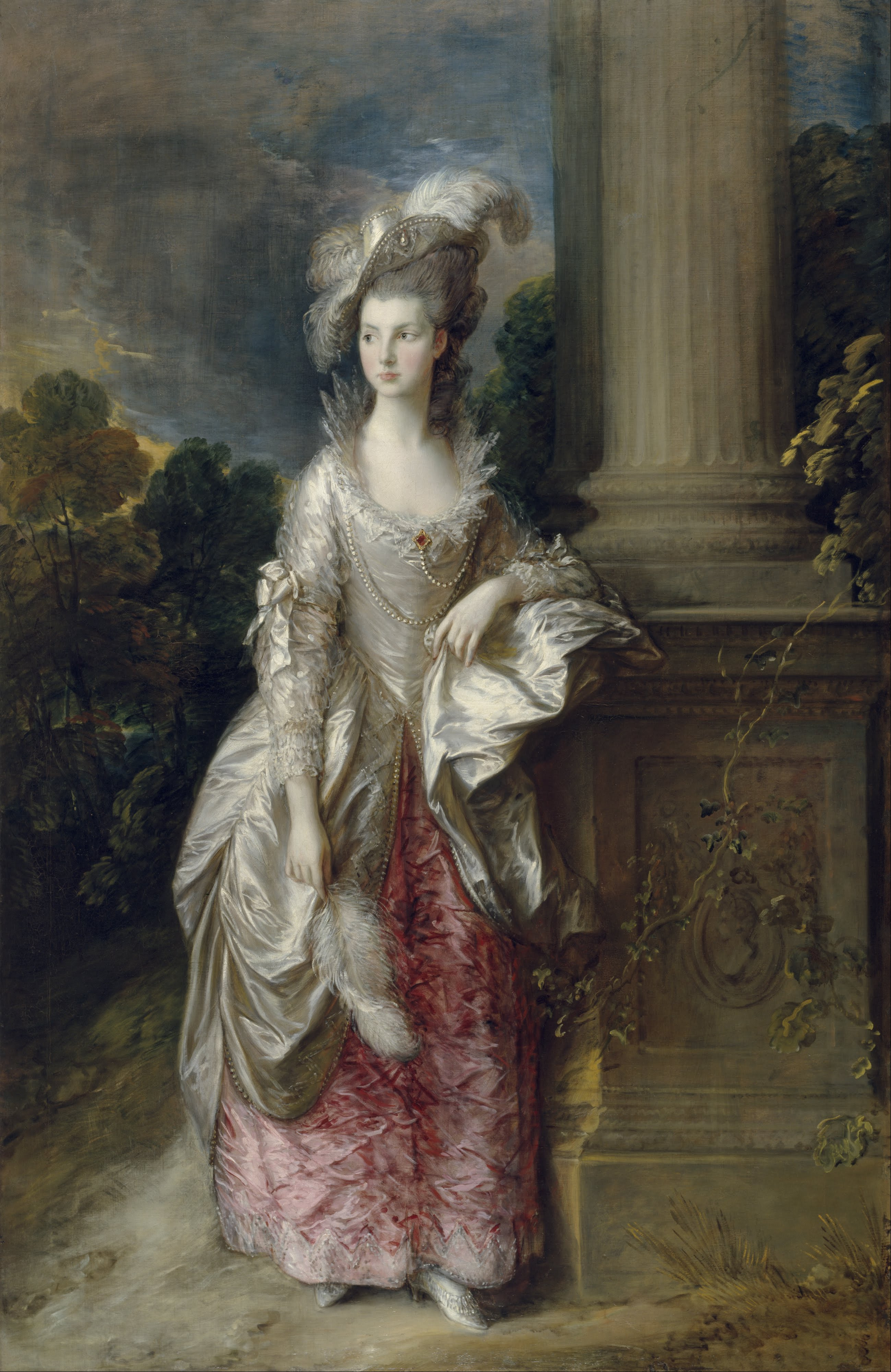
Mrs Thomas Graham (1757-1792), 1775, Scottish National Gallery
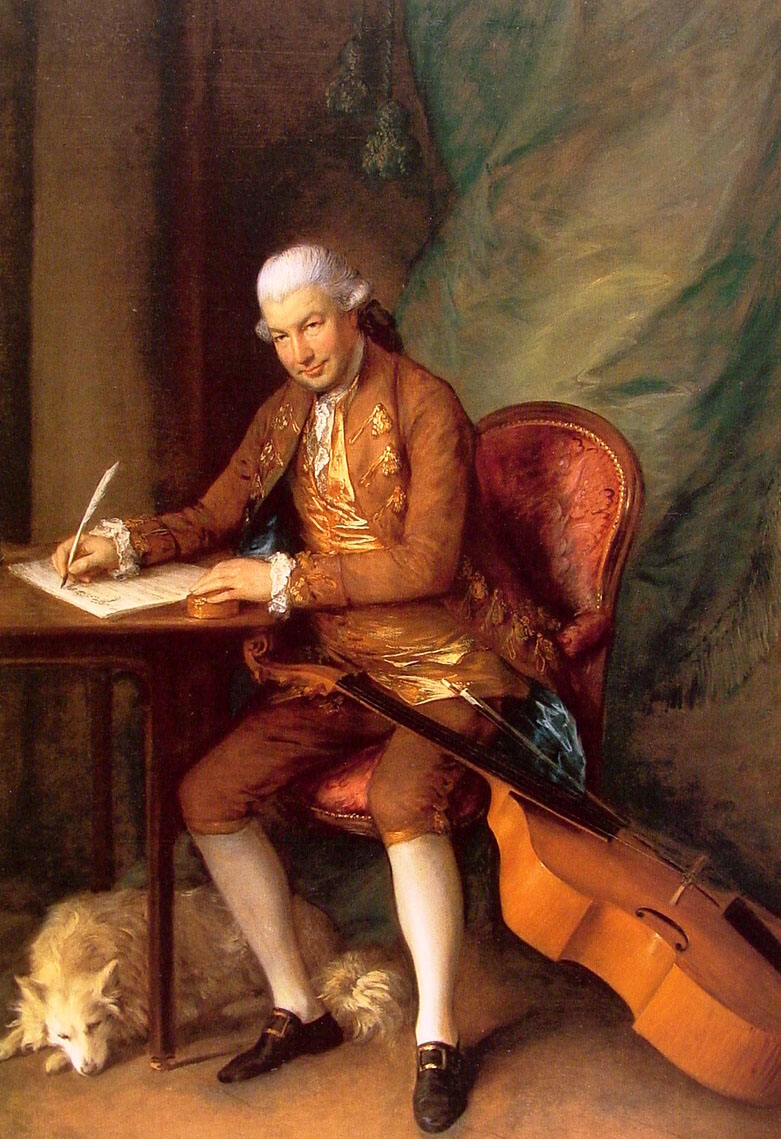
De Duitse componist Carl Friedrich Abel, 1777, Huntington Library
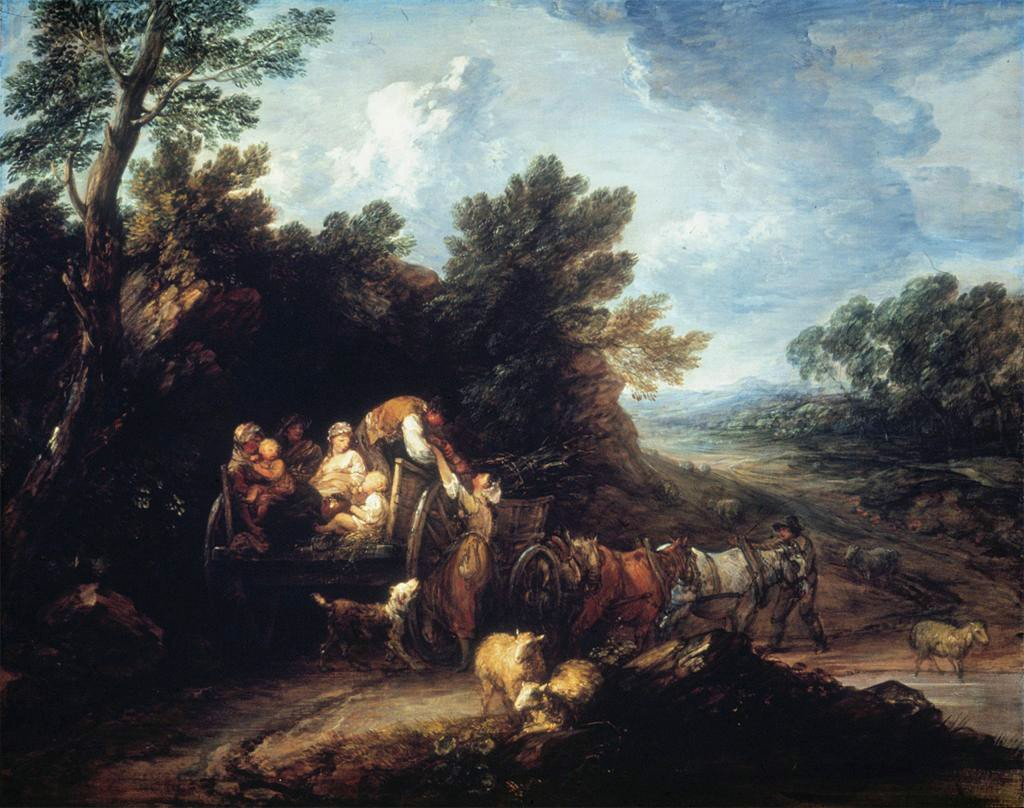
The Harvest Wagon, ca. 1784
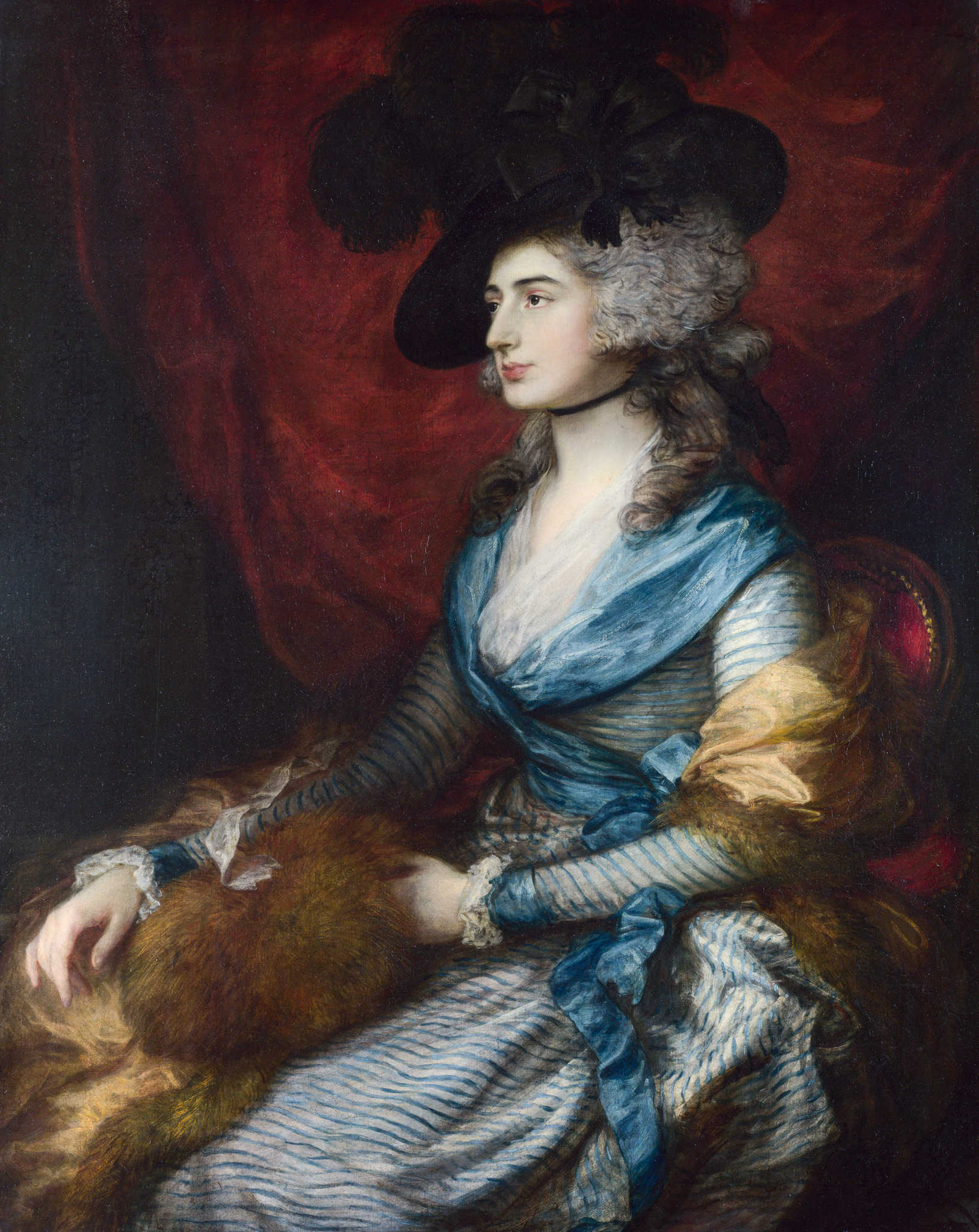
Mrs Sarah Siddons (1755-1831), 1785, National Gallery
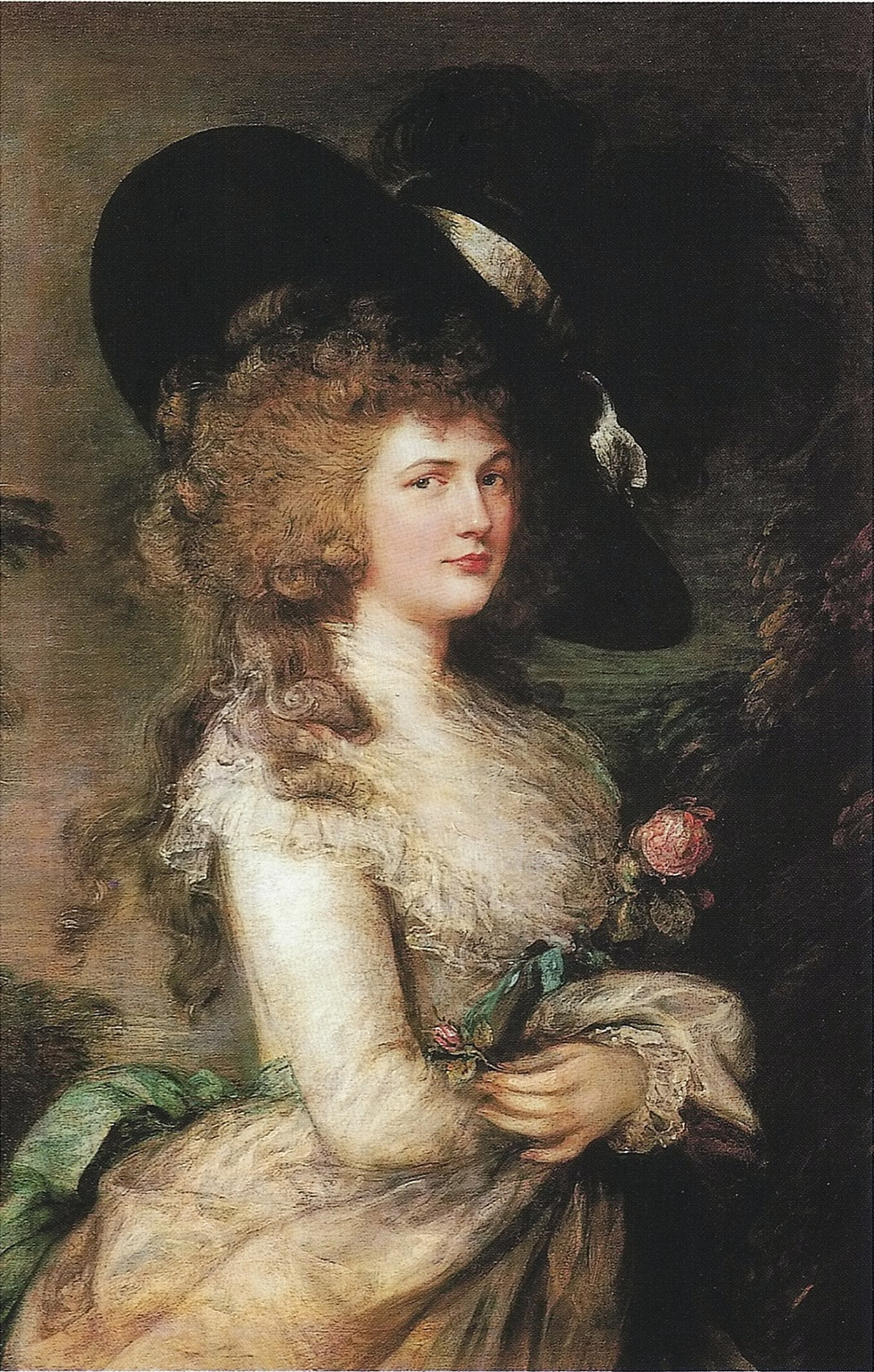
Georgiana, Duchess of Devonshire, 1785-1787, Chatsworth House
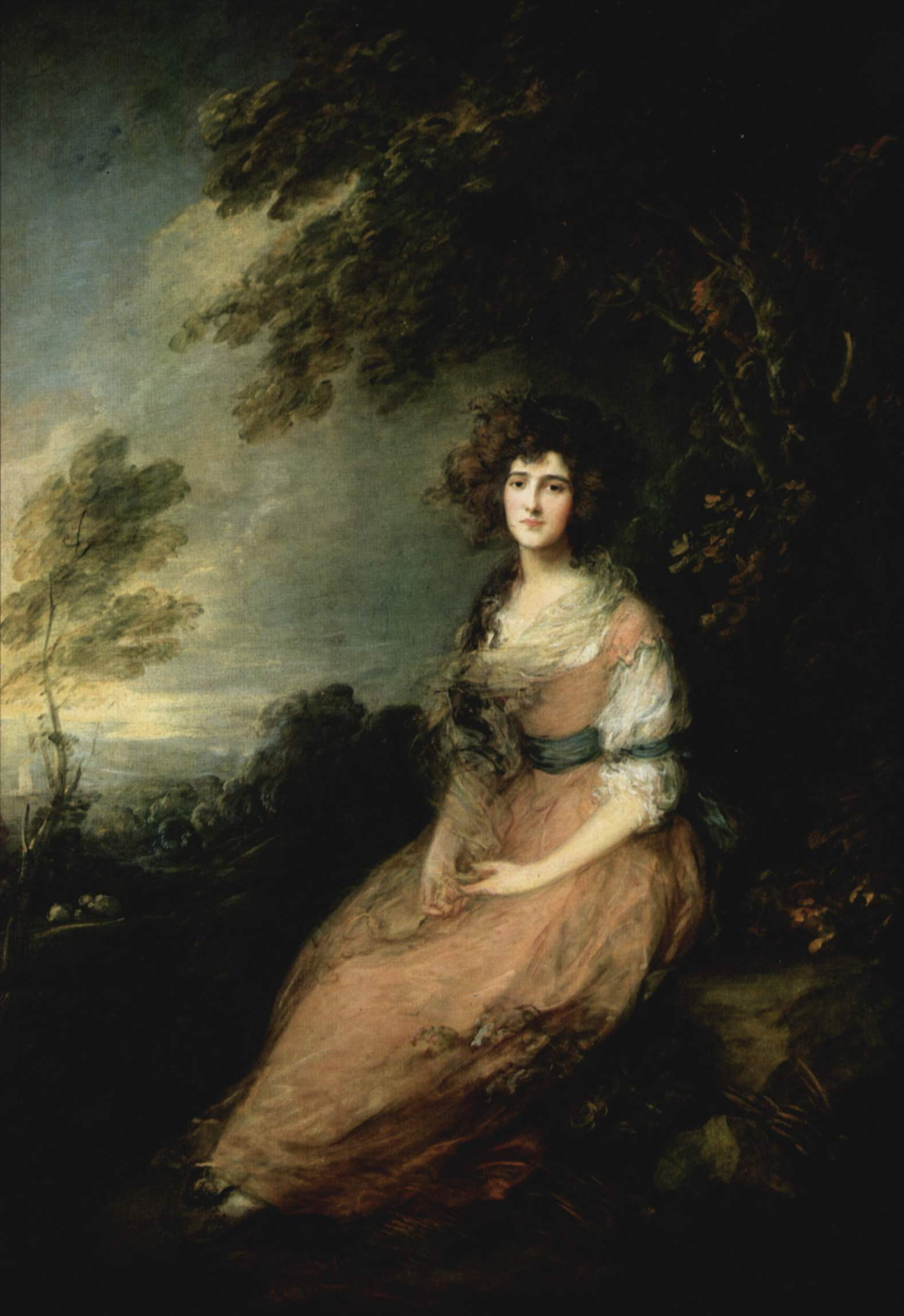
Elizabeth Ann Linley, 1787, National Gallery of Art
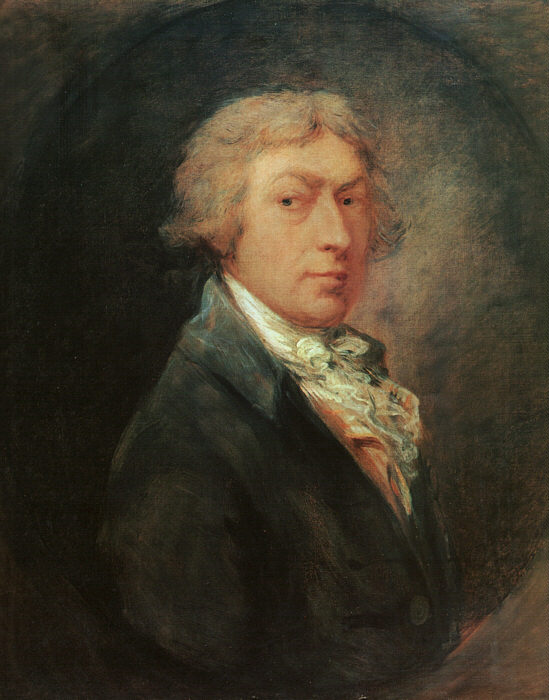
Zelfportret, 1787, Royal Academy of Arts